# Córrego dos Freitas
O Córrego dos Freitas é afluente do Córrego Morro do S. Está localizado na Zona Sul de São Paulo. Corta a Rua Comendador Antunes dos Santos.
Sua bacia hidrográfica passa pelos distritos de Capão Redondo, Jardim São Luis, e Jardim Ângela. A área de drenagem de sua bacia é de 3,6 km².
Sua Extensão é de 4,5 km (trecho da rua Jacques Le Mercier até a rua Canuto Luis do Nascimento, extensão de 3,3 km em canal aberto. Deste ponto, passando na rua Banco do Brasil segue em galeria até deságua no Córrego Morro do S, extensão de 1,2 km).